# Louis-Hippolyte Boileau
Pour les articles homonymes, voir Boileau.

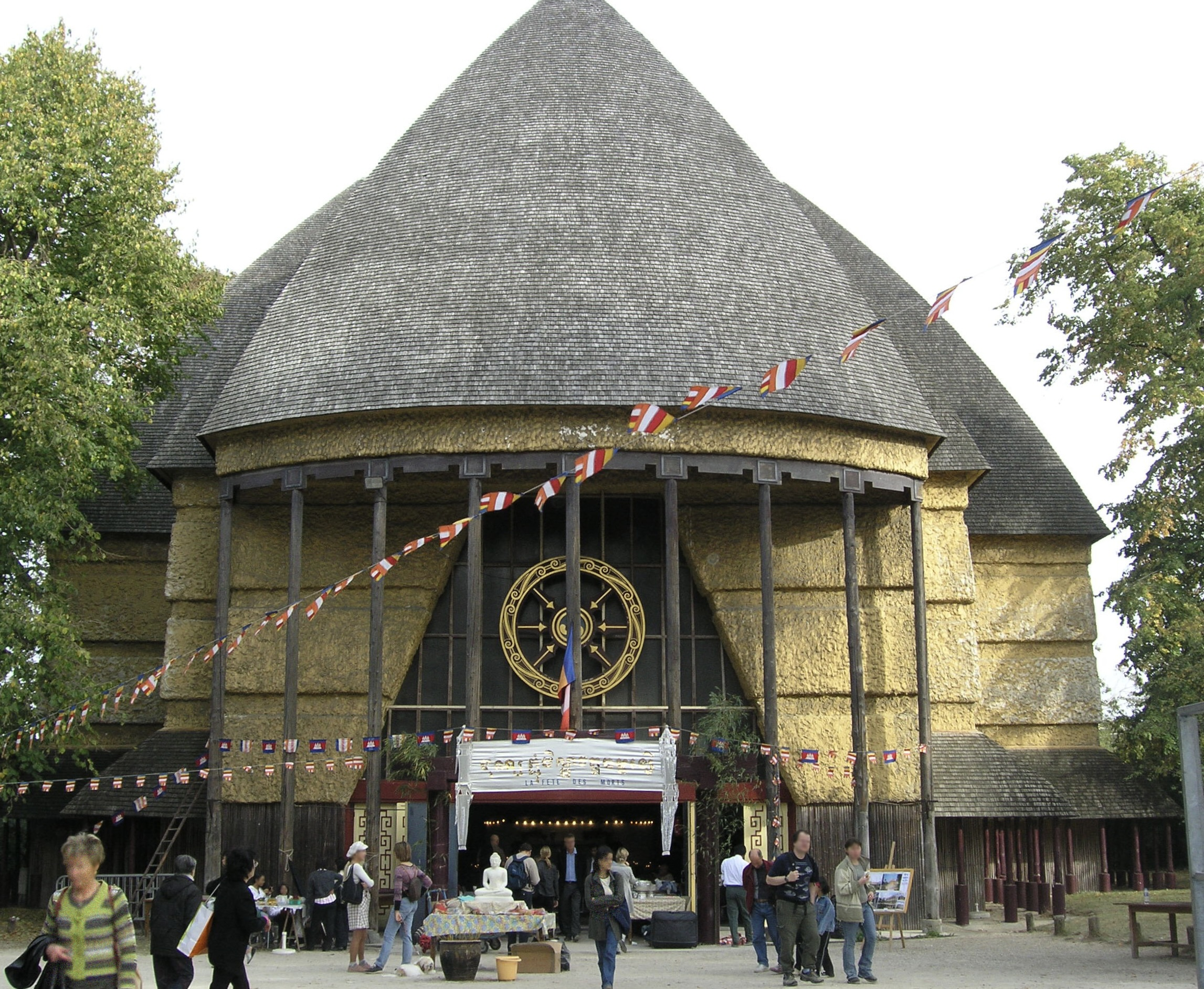
Pavillon du Togo à l'Exposition coloniale de 1931 au bois de Vincennes.

Louis-Hippolyte Boileau, né à Paris 6e le 10 janvier 1878 et mort à Neuilly-sur-Seine le 4 novembre 1948, est un architecte français.
Il est le fils de l'architecte Louis-Charles Boileau et le petit-fils de l'architecte Louis-Auguste Boileau.

## Biographie
En mars 1914, Louis-Hippolyte Boileau est inscrit sur les listes électorales de Bagneux, où il demeure chez son père au 2, rue de Sceaux (aujourd'hui rue Pablo-Neruda).
Il est membre du Salon d'automne.

## Distinctions
- Officier de la Légion d'honneur (31 octobre 1938)[4]
- Chevalier de l'ordre de la Couronne d'Italie

## Principales réalisations
- 1913 : immeuble des 53 et 55, quai d'Orsay à Paris, avec le sculpteur Léon Binet.
- 1922 : église Saint-Firmin de Cutry[5].
- 1924 : annexe du Bon Marché, actuelle Grande épicerie, à l'angle des rues du Bac et de Sèvres[6].
- 1924 : école de filles au 173, rue du Château-des-Rentiers à Paris.
- 1925 : Monument aux morts de la guerre 1914-1918 de Longwy[7]
- 1925 : restaurant Prunier au 16, avenue Victor-Hugo à Paris.
- 1925  : conception du pavillon Pomone, atelier d'art du Bon Marché pour l'Exposition internationale des Arts décoratifs et industriels modernes à Paris.
- 1927 : tombe des époux Laporte dans la 86e division du cimetière du Père-Lachaise à Paris.
- 1928 : hôtel Plaza (Biarritz).
- 1930 : groupe scolaire Ledru-Rollin à Paris[8] au 4-12, rue Keller à Paris.
- 1931 : pavillons du Togo[9] (actuel pavillon du centre bouddhique au bois de Vincennes) et du Cameroun à l'Exposition coloniale de 1931, avec Charles Carrière.
- 1931 : immeuble du 101, avenue des Champs-Élysées à Paris, avec Charles-Henri Besnard[10].
- 1934 : immeuble HBM au numéro 6 de l'avenue Paul-Appell, rues  Émile-Faguet et Monticelli.
- 1937 : palais de Chaillot, en participation.
- 1937 : entrée du parc des expositions de la porte de Versailles, avec Léon Azéma.